# Somália nos Jogos Olímpicos de Verão de 2020
A Somália deverá competir nos Jogos Olímpicos de Verão de 2020 em Tóquio. Originalmente programados para ocorrerem de 24 de julho a 9 de agosto de 2020, os Jogos foram adiados para 23 de julho a 8 de agosto de 2021, por causa da pandemia COVID-19. Será a 10ª participação da nação nos Jogos Olímpicos de Verão desde sua estreia em 1972.

## Competidores
Abaixo está a lista do número de competidores nos Jogos.
| Esporte   | Masculino | Feminino | Total |
| --------- | --------- | -------- | ----- |
| Atletismo | 1         | 0        | 1     |
| Boxe      | 0         | 1        | 1     |
| Total     | 1         | 1        | 2     |

## Atletismo
A Somália recebeu vagas de Universalidade da IAAF para enviar um atleta para os Jogos.
- Nota– As posições para os eventos de pista são em relação à bateria do atleta
- Q = Qualificado para a próxima fase
- q = Qualificado para a próxima fase como o perdedor mais rápido ou, em eventos de campo, pela posição sem atingir o alvo para qualificação
- NR = Recorde nacional
- N/A = Fase não aplicável para o evento
- Bye = Atleta não precisou disputar aquela fase

Eventos de pista e estrada
| Atleta          | Evento          | Eliminatória | Eliminatória | Quartas-de-final | Quartas-de-final | Semifinal | Semifinal | Final     | Final   |
| Atleta          | Evento          | Resultado    | Posição      | Resultado        | Posição          | Resultado | Posição   | Resultado | Posição |
| --------------- | --------------- | ------------ | ------------ | ---------------- | ---------------- | --------- | --------- | --------- | ------- |
| Ali Idow Hassan | 100 m masculino |              |              |                  |                  |           |           |           |         |

## Boxe
A Somália recebeu um convite da Comissão Tripartite para enviar a boxeadora do peso pena Ramla Ali para as Olimpíadas.
| Atleta    | Evento          | Fase de 32           | Oitavas-de-final     | Quartas-de-final     | Semifinais           | Final                | Final   |
| Atleta    | Evento          | Adversária Resultado | Adversária Resultado | Adversária Resultado | Adversária Resultado | Adversária Resultado | Posição |
| --------- | --------------- | -------------------- | -------------------- | -------------------- | -------------------- | -------------------- | ------- |
| Ramla Ali | -57 kg feminino |                      |                      |                      |                      |                      |         |